# Médaille Pitman
Pour les articles homonymes, voir Pitman.
La médaille Pitman est une distinction décernée par la Société statistique d'Australie, au plus une fois par an. Elle reconnaît les réalisations exceptionnelles et la contribution à la discipline des statistiques. La Société gère la Conférence statistique australienne, qui se tient tous les deux ans sur cinq jours. 
Elle porte le nom du mathématicien australien Edwin Pitman (1897-1993), qui en fut le premier lauréat.

## Lauréats
Les lauréats de la médaille Pitman sont :
- 1978 : Edwin Pitman
- 1980 : Henry Oliver Lancaster
- 1982 : Patrick Moran
- 1986 : Edward J. Hannan[2]
- 1988 : Chris Heyde
- 1990 : Peter Gavin Hall[3]
- 1992 : Alan T. James
- 1993 : Evan J. Williams
- 1994 : Joe Gani
- 1996 : Warren Ewens (en)
- 1998 : Eugene Seneta
- 2000 : Graham N. Wilkinson
- 2002 : Terry Speed
- 2004 : Adrian Baddeley
- 2005 : John Darroch
- 2006 : Daryl J. Daley
- 2008 : John Robinson
- 2010 : Geoffrey McLachlan (en)
- 2012 : Alan Welsh (en)
- 2013 : Matt Wand (en)
- 2014 : Noel Cressie (en)
- 2016 : Kerrie Mengersen
- 2018 : Louise M. Ryan
- 2021 : Rob Hyndman
- 2023 : John B. Carlin